# Niedernhagen

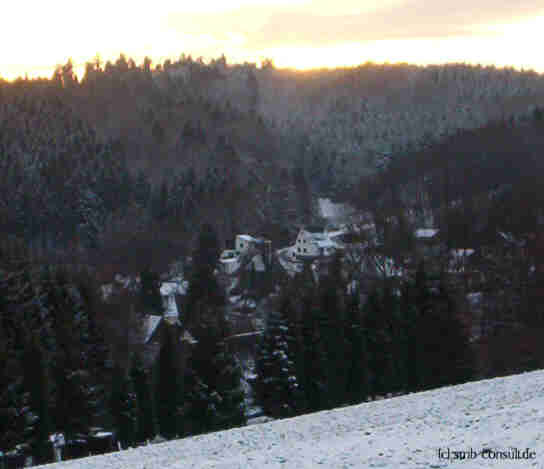
Blick von Berghof (Marienheide) auf Niedernhagen

Niedernhagen ist ein Ortsteil von Gummersbach im Oberbergischen Kreis im südlichen Nordrhein-Westfalen, Deutschland und grenzt im Norden an die Gemeinde Marienheide.

## Geographie
Der Ortsteil liegt rund vier Kilometer nördlich des Stadtzentrums an der K 46, welche hier eine viel befahrene Verbindung zwischen der L 323 (Gummersbach – Meinerzhagen) und der Bundesstraße 256 herstellt. Der Niedernhagen benachbarte Ortsteil Becke liegt südöstlich.
Niedernhagen siedelt im unteren Tal des Sieper-Bachs (einem rechten Zufluss der Thalbecke) am Osthang des Henneckenbergs (402 m ü. NN).

## Geschichte
Dem Siedlungsforscher Heinrich Dittmaier zufolge bedeutet die Namensendung „-hagen“ von einer Hecke eingehegter Platz in einer Waldeinfriedung. Somit kann die Entstehung Niedernhagens in die große Rodungszeit des Hochmittelalters (11.–13. Jahrhundert) datiert werden.
1482 erfuhr der Ort erstmals urkundliche Erwähnung, als bei den Kurmedepflichtigen des St. Apostelstiftes ein Kind op de nedern Hagen genannt wurde.
| Jahr | Einwohnerzahl           | Jahr | Einwohnerzahl |
| ---- | ----------------------- | ---- | ------------- |
| 1586 | 6 Steuerzahler = ca. 35 | 1863 | 66            |
| 1748 | 48                      | 1900 | 140           |
| 1798 | 56                      | 1980 | ca. 145       |
| 1831 | 51                      | 2004 | 97            |

1736 errichtete Peter Schirp eine Papiermühle, welche vom Sieper-Bach angetrieben etwa 130 Jahre lang in Betrieb war. Ab den 1860er Jahren beherbergte das Gebäude für ca. 60 Jahre eine Spinnerei, und seit 1920 befindet sich hier ein Zweigwerk von Klöckner-Moeller, das mit dieser von der Eaton Corporation übernommen wurde.

## Kultur

### Sehenswürdigkeiten
Die historische Fabrikationsanlage der Fa. Moeller ist ein hervorragend gepflegtes Objekt bergischer Industriekultur. Hierzu gehört auch der frei zugängliche große Teich samt Schwanenhaus. Die Firma erhielt 1978 für die gelungene städtebauliche Einordnung der Fabrikgebäude in Landschaft und Umwelt sowie für die ausgezeichnete Gestaltung der Arbeitsplätze im Rahmen eines Bundeswettbewerbs eine Bronzeplakette.

### Sport
Der TV Niedernhagen ist ein kleiner traditionsreicher Sportverein und gleichzeitig die treibende Kraft für viele Aktivitäten der Ortsgemeinschaft.

## Wirtschaft
- Die Moeller GmbH fertigt in ihrem Werk Niedernhagen Schütze und Hilfsschalter für die Energieverteilung und Automatisierung.

- In dem weniger als 300 m entfernten Steinbruch der Basalt-Actien-Gesellschaft (BAG) wird Grauwacke für den Straßenbau gewonnen und weiterverarbeitet. Die aktuelle Abbaugenehmigung galt bis zum Jahre 2005. Für die Folgezeit wurde eine Verlängerung und Erweiterung der Abbaugenehmigung durch die BAG beantragt. Das Genehmigungsverfahren läuft noch (Stand: August 2008) und wird durch eine Initiative der betroffenen Anwohner aus Niedernhagen und Berghof (Marienheide) kritisch beobachtet.

## Verkehr
Die Haltestelle von Niedernhagen wird über die Buslinie 318 (Gummersbach - (Niedernhagen -) Lieberhausen / Piene / Pernze) angeschlossen.